# Народненское сельское поселение
Народненское сельское поселение — муниципальное образование в Терновском районе Воронежской области.
Административный центр — село Народное.

## География
Народненское сельское поселение расположено в северо-восточной части Воронежской области на территории Терновского муниципального района в зоне черноземья.

## История
6 марта 2014 года Народненское и Поповское сельские поселения объединены в Народненское сельское поселение с административным центром в селе Народное.

## Население
| 2010  | 2012  | 2013  | 2014  | 2015  | 2016  | 2017  |
| ----- | ----- | ----- | ----- | ----- | ----- | ----- |
| 2039  | ↘1969 | ↘1914 | ↘1875 | ↗2055 | ↘2039 | ↘2015 |
| 2018  |       |       |       |       |       |       |
| ↘1969 |       |       |       |       |       |       |

## Состав сельского поселения
| № | Населённый пункт | Тип населённого пункта       | Население |
| - | ---------------- | ---------------------------- | --------- |
| 1 | Коршуновка       | деревня                      | 89        |
| 2 | Красивка         | деревня                      | 7         |
| 3 | Липяги           | село                         | 721       |
| 4 | Михайловка       | деревня                      | 12        |
| 5 | Народное         | село, административный центр | ↘1153     |
| 6 | Поповка          | село                         | 246       |
| 7 | Сергеевка        | деревня                      | 76        |

Исторические названия несколько отдаленных частей села Народное — Шпикуловка и Виляевка.

## Известные уроженцы
- Черных, Михаил Иванович — родился в с. Липяги, ныне Терновский район Воронежской области. Генерал-майор инженерных войск (1945)[11].